# Třída Fletcher
Třída Fletcher byla třída torpédoborců námořnictva Spojených států amerických. Se 175 torpédoborci se jedná o nejpočetnější třídu torpédoborců v dějinách. Byly to rovněž první americké torpédoborce již od počátku vybavené radarem. Další evolucí těchto torpédoborců přitom vznikly další početné třídy Allen M. Sumner a Gearing.
Torpédoborce této třídy byly velice intenzivně nasazeny ve druhé světové válce, během které jich bylo 19 ztraceno a šest neopravitelně poškozeno. Řada jich ale zůstala aktivní (díky různým modernizacím) i během studené války a byly Američany prodány 14 spojeneckým námořnictvům.
Samo americké námořnictvo vyřadilo poslední z nich v roce 1971, zcela poslední loď této třídy ale odešla do výslužby až o 30 let později. Byl jí roku 2001 mexický Cuitlahuac (ex USS John Rodgers). Americké torpédoborce USS The Sullivans, USS Kidd, USS Cassin Young a řecký Velos (ex USS Charrette) byly dodnes uchovány jako muzea.

## Stavba

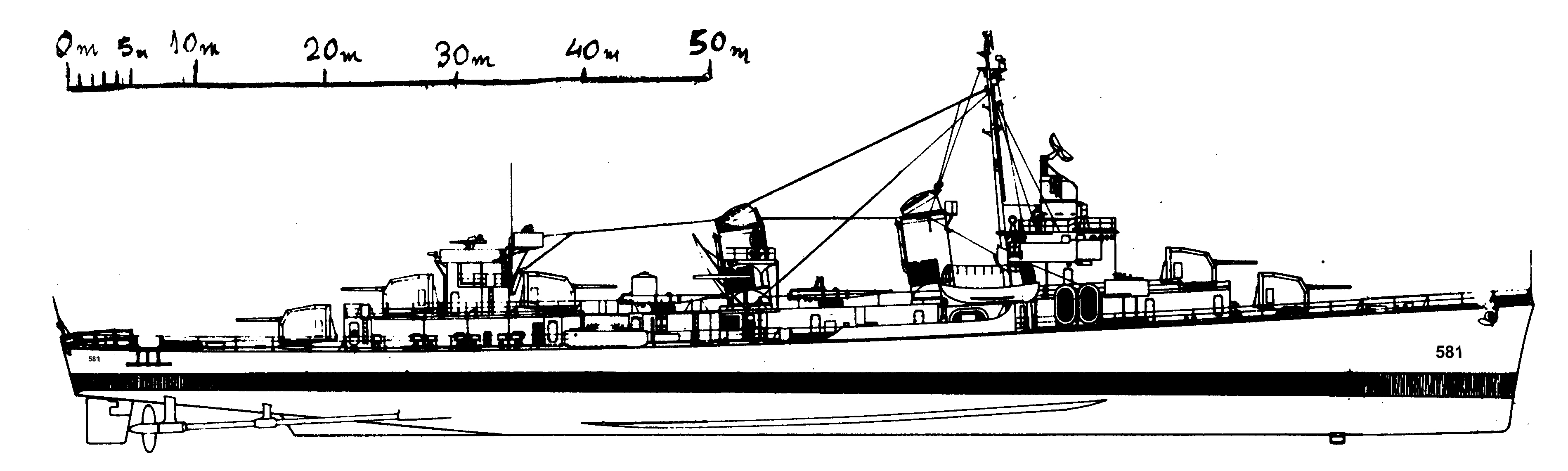
Bokorys USS Charrette

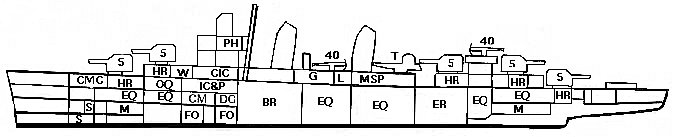
Základní uspořádání třídy Fletcher

Stavba prvních jednotek byla objednána v rozpočtovém roce 1941. Všechny torpédoborce této třídy byly spuštěny na vodu v letech 1942–1944, přičemž je stavělo 11 loděnic. Do operační služby vstupovaly v letech 1942–1945.

## Konstrukce

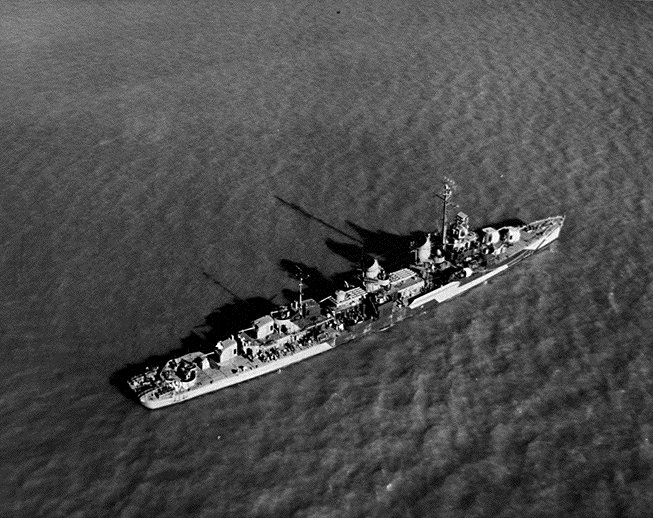
USS Bullard

Základní výzbroj tvořilo pět dvouúčelových 127mm kanónů umístěných v jednohlavňových dělových věžích. Ty mohly vystřelit každé čtyři vteřiny a to na vzdálenost devět mil proti pozemním cílům a šest mil proti vzdušným cílům. Protiletadlovou výzbroj pak představovaly čtyři 28mm kanóny, doplněné čtyřmi hlavněmi ráže 20 mm. K boji proti hladinovým lodím protivníka torpédoborce dále nesly dva pětihlavňové 533mm torpédomety. Protiponorkové zbraně zastupovalo šest vrhačů a dvě skluzavky hlubinných pum. Složení výzbroje se však postupně měnilo, zejména protiletadlová výzbroj byla posilována a tvořily ji různé kombinace ráží 20 a 40 mm.
Pohonný systém tvořily čtyři kotle Babcock & Wilcox a dvě turbíny General Electric. Lodní šrouby byly dva. Nejvyšší rychlost dosahovala 38 uzlů.

## Poválečné modernizace
Po válce bylo 18 jednotek modernizováno na protiponorkové lodě. Výzbroj tvořily dva 127mm kanóny v jednohlavňových věžích, čtyři 76mm kanóny ve dvouhlavňových věžích, osm 40mm kanóny ve dvouhlavňových postaveních, jeden systém Weapon Alfa, jeden Hedgehog a čtyři jednoduché 533mm torpédomety.
Tři torpédoborce byly modernizovány v programu FRAM II.

## Operační nasazení

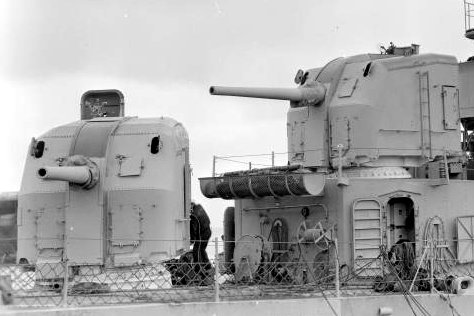
Věže se 127mm kanóny

Torpédoborce této třídy operovaly ve druhé světové, korejské či vietnamské válce. Ve druhé světové válce představovaly nejdůležitější americké torpédoborce. V boji jich bylo ztraceno 19 kusů a dalších šest bylo poškozeno tak těžce, že již nešly opravit.

## Zahraniční uživatelé
Celkem 14 zahraničních uživatelů – Argentina, Brazílie, Čínská republika, Chile, Itálie, Japonsko, Kolumbie, Korejská republika, Mexiko, Německo, Peru, Řecko, Španělsko a Turecko, provozovalo 32 torpédoborců této třídy.